# Хокинс, Пол
Ро́берт Пол Хо́кинс (англ. Paul Hawkins, 12 октября 1937, Мельбурн — 26 мая 1969, Олтон-Парк) — австралийский автогонщик, участник чемпионата мира среди гонщиков.

## Биография
Сын мотогонщика.
Принял участие в трёх Гран-при чемпионата мира среди гонщиков, дебютировал 1 января 1965 на Гран-при ЮАР на оборудованной мотором Ford объёмом 1500cc машине Brabham Формулы-2, не набрал очков.
Является одним из двух гонщиков, после Альберто Аскари, кто упал в залив Монако на протяжении Гран-при. Это случилось в гонке Гран-при Монако 1965 года, где его развернуло в шикане на 79 круге из 100. Он выбрался с места аварии невредимым.
Погиб, когда его Lola T70GT разбилась и сгорела во время 1969 Tourist Trophy race на трассе Олтон-Парк.

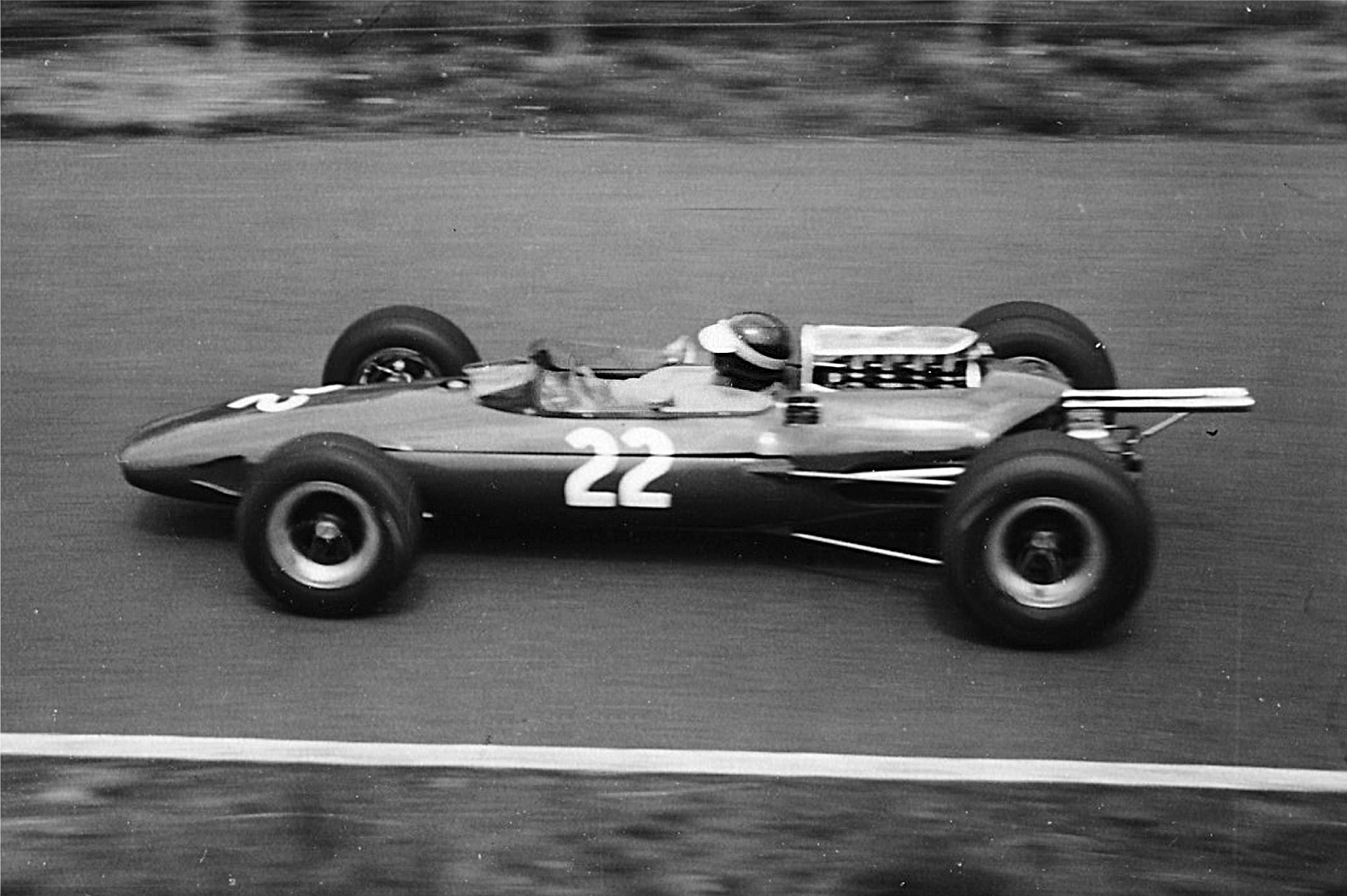
Хокинс на частной Lotus на Гран-при Германии 1965 года.

## Результаты выступлений в чемпионате мира среди гонщиков
| Легенда к таблице |                                                                    |
| --- | ------------------------------------------------------------------ |
| В таблице перечислены результаты всех Гран-при Формулы-1, в которых принимал участие гонщик. Строками таблицы являются сезоны, столбцами — этапы чемпионата мира. В каждой клетке указаны сокращённое название этапа и результат, дополнительно обозначенный цветом. Расшифровка обозначений и цветов представлена в нижеследующей таблице. |                                                                    |
| \| Пример \| Описание \| \| ------------ \| ------------------------------------------------------------------ \| \| 1 \| Победитель \| \| 2 \| Второе место \| \| 3 \| Третье место \| \| 5 \| Финишировал, заработав очки \| \| Сход \| Не финишировал, но при этом заработал очки \| \| 12 \| Финишировал, не получив очков \| \| НКЛ \| Финишировал, но не попал в финальную классификацию \| \| 15 \| Участвовал вне зачёта, либо по отдельной классификации \| \| 18 \| Не финишировал, но попал в финальную классификацию \| \| Сход \| Не финишировал \| \| НКВ \| Не прошёл квалификацию \| \| НПКВ \| Не прошёл предквалификацию \| \| ДСК \| Дисквалифицирован \| \| ИСК \| Исключён из протокола соревнований \| \| ТТ \| Заявлен для участия только в тренировках \| \| НС \| Участвовал в квалификации, но не стартовал в гонке \| \| Т \| Травмирован или болен \| \| ОТК \| Отказ от участия \| \| НТР \| Прибыл на соревнования, но на трассу не выезжал \| \| НПР \| Был заявлен в числе участников, но не прибыл к началу соревнований \| \| О \| Соревнования отменены \| \| \| Не участвовал \| \| Поул-позиция \| \| \| Быстрый круг \| \| |                                                                    |
| Пример | Описание                                                           |
| 1 | Победитель                                                         |
| 2 | Второе место                                                       |
| 3 | Третье место                                                       |
| 5 | Финишировал, заработав очки                                        |
| Сход | Не финишировал, но при этом заработал очки                         |
| 12 | Финишировал, не получив очков                                      |
| НКЛ | Финишировал, но не попал в финальную классификацию                 |
| 15 | Участвовал вне зачёта, либо по отдельной классификации             |
| 18 | Не финишировал, но попал в финальную классификацию                 |
| Сход | Не финишировал                                                     |
| НКВ | Не прошёл квалификацию                                             |
| НПКВ | Не прошёл предквалификацию                                         |
| ДСК | Дисквалифицирован                                                  |
| ИСК | Исключён из протокола соревнований                                 |
| ТТ | Заявлен для участия только в тренировках                           |
| НС | Участвовал в квалификации, но не стартовал в гонке                 |
| Т | Травмирован или болен                                              |
| ОТК | Отказ от участия                                                   |
| НТР | Прибыл на соревнования, но на трассу не выезжал                    |
| НПР | Был заявлен в числе участников, но не прибыл к началу соревнований |
| О | Соревнования отменены                                              |
| | Не участвовал                                                      |
| Поул-позиция |                                                                    |
| Быстрый круг |                                                                    |

| Год  | Команда                   | Шасси             | Двигатель       | 1     | 2      | 3   | 4   | 5   | 6   | 7        | 8   | 9   | 10  | Место | Очки |
| ---- | ------------------------- | ----------------- | --------------- | ----- | ------ | --- | --- | --- | --- | -------- | --- | --- | --- | ----- | ---- |
| 1965 | John Willment Automobiles | Brabham BT10 (F2) | Ford Straight-4 | ЮАР 9 |        |     |     |     |     |          |     |     |     | НКЛ   | 0    |
| 1965 | DW Racing Enterprises     | Lotus 33          | Climax V8       |       | МОН 10 | БЕЛ | ФРА | ВЕЛ | НИД | ГЕР Сход | ИТА | США | МЕК | НКЛ   | 0    |